# Beffroi du travail
 (mars 2019).
L'appellation « beffroi du travail » est un terme employé pour désigner une cheminée d'usine, dans un contexte géographique et historique particulier, à savoir la région industrielle française du Nord-Pas-de-Calais au début du XXIe siècle.
Témoin et symbole de l'épopée industrielle, la cheminée d'usine devient, pour le 1er Mai, jour de la Fête du Travail, l'emblème du travail des hommes et des femmes du Nord, du Pas de Calais, de Flandre, de Catalogne

## Origine
Les cheminées sont des repères, des symboles identitaires et signalent des lieux d'histoire industrielle, évoquent la production, l'ingéniosité humaine mais évoquent aussi la douleur et la mort présentes au travail.
Depuis 2004, une association roubaisienne Le Non-lieu et le conseil Général du Nord veulent honorer les vestiges de l'histoire industrielle de la région où des cheminées d'usine en briques sont présentes dans les usines telles les beffrois dans la Cité, cette richesse reconnue du patrimoine de la région du Nord-Pas-de-Calais.
Un tiers des cheminées de briques ont disparu en 30 ans, à la suite de la désindustrialisation de la région. Une phase de destruction des cheminées d'usine du début XXe siècle a eu cours, identique à la phase de destruction des chevalets de mines.
Le conseil général du Nord a lancé un recensement de ces beffrois du travail, dont 28 subsistent dans le Dunkerquois, 21 dans le Valenciennois et l'Avesnois. Fin 2008 marquera la fin de ce recensement. 
L'inventaire est confié à l'association Proscitec-Patrimoines et Mémoires des Métiers qui réalise la partie technique du projet sur le terrain.
Une manifestation en honneur de ces symboles est organisée dans la Région Nord-Pas-de-Calais chaque année au 1er mai par l'association Le Non Lieu .
À partir de 2008 la campagne sera élargie vers la Région Flamande (Belgique) où la manifestation est organisée dans les 5 provinces néerlandophones par l'Association Flamande d'Archéologie Industrielle (Vlaamse Vereniging voor Industriële Archeologie).

## Quelques beffrois du travail

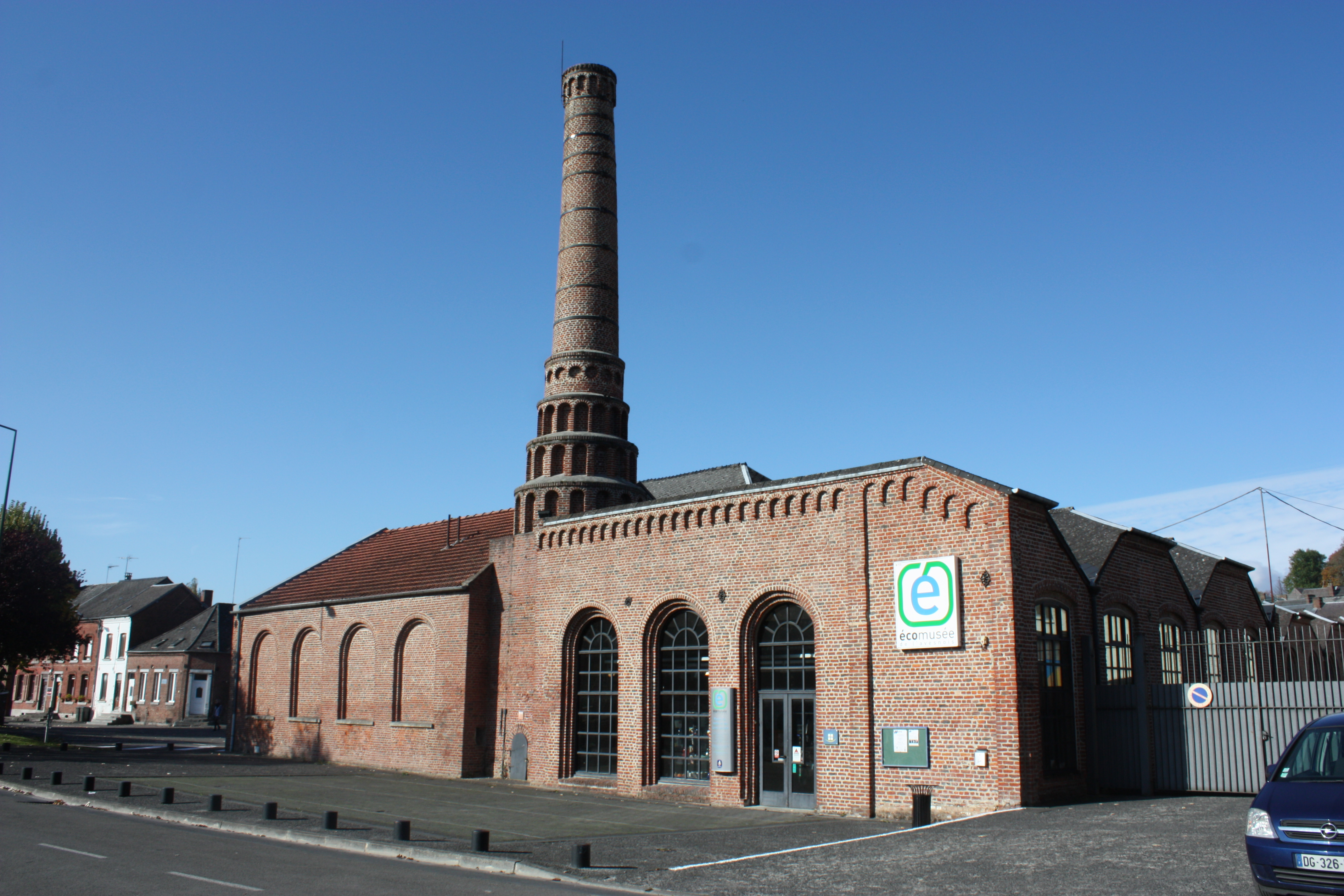
L'usine textile Prouvost-Masurel de Fourmies, désormais Musée du textile et de la vie sociale

- Mortagne-du-Nord : usine de briques réfractaire hauteur 30 mètres.
- Fourmies : usine textile Prouvost-Masurel.
- Bailleul (Nord) : usine Tissage mécanique Hié fondée en 1862 Hauteur 20 mètres (dernière cheminée d'une ville qui en comptait une quarantaine)[4],[5].
- Brêmes : cheminée de la briqueterie[6].
- Le Cateau-Cambrésis : cheminée de la brasserie historique de l'Abbaye[7]
- Avesnes-les-Aubert : cheminée de l’ancien tissage Maillard (rue Sadi Carnot)[8].